# Geburtstagskuchen

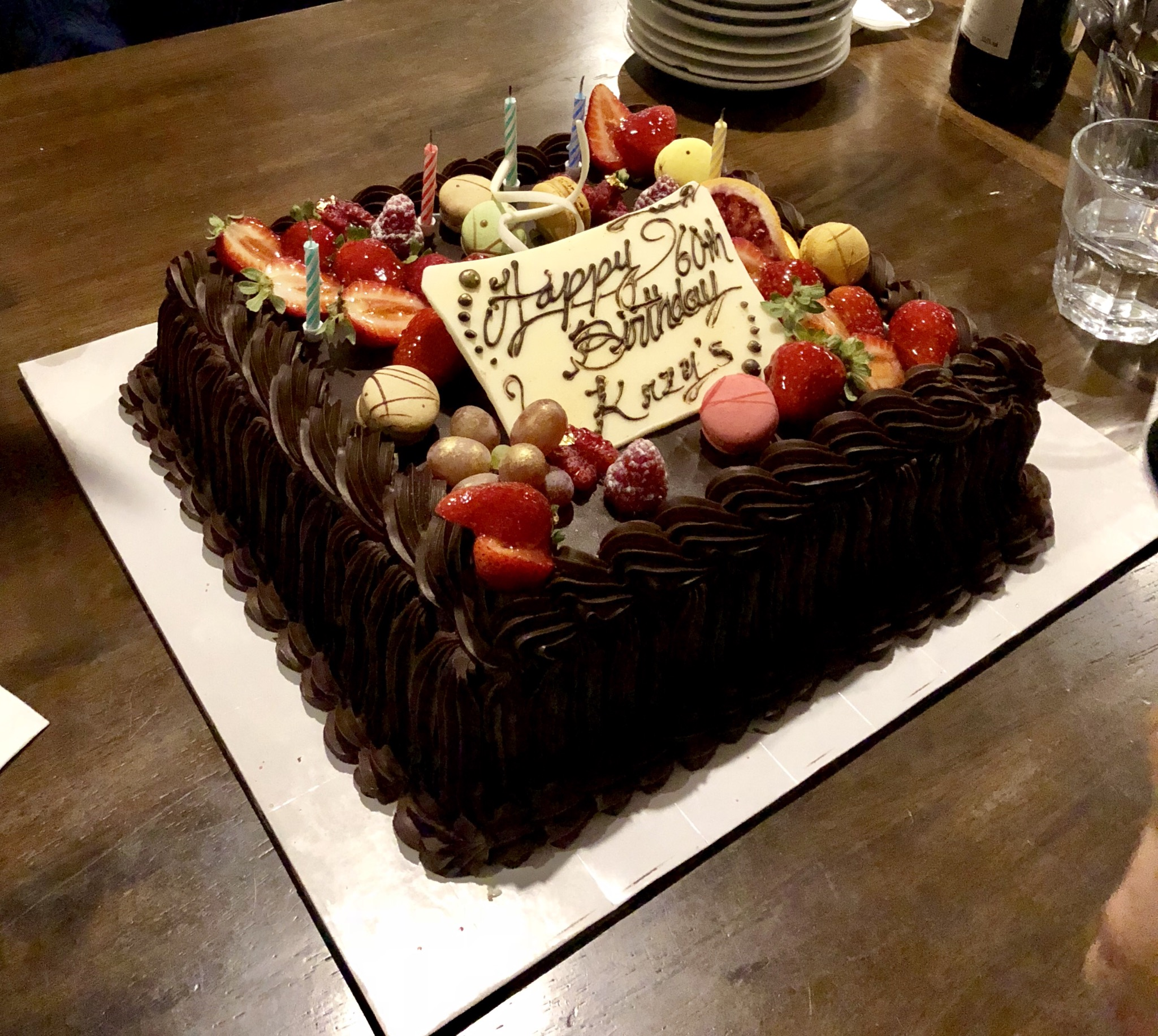
Schokoladentorte zum 60. Geburtstag, mit Kerzen und Widmung

Ein Geburtstagskuchen und eine Geburtstagstorte sind einem Geburtstagskind gewidmete Kuchen, die in der Regel mit einer Zahlendekoration, einer Widmung oder einer bestimmten Anzahl von Kerzen versehen sind, die den Lebensjahren des Geburtstagkindes entsprechen. Für den Brauch werden verschiedene Ursprünge angegeben, bis hin zum „Opferkuchen“ der Antike.
Zum Brauch gehört, dass der Jubilar die Kerzen auspustet und sich dabei etwas wünscht oder die Torte anschneidet. Geburtstagskerzen sind im Volksglauben mit der magischen Kraft behaftet, Wünsche erfüllen zu können. Wenn das Geburtstagskind einen besonderen Wunsch hegt und es alle Kerzen auf seinem Kuchen in einem Zug ausblasen kann, wird der Wunsch in Erfüllung gehen (diese Wünsche dürfen niemals laut ausgesprochen werden, sonst versagt der Zauber).

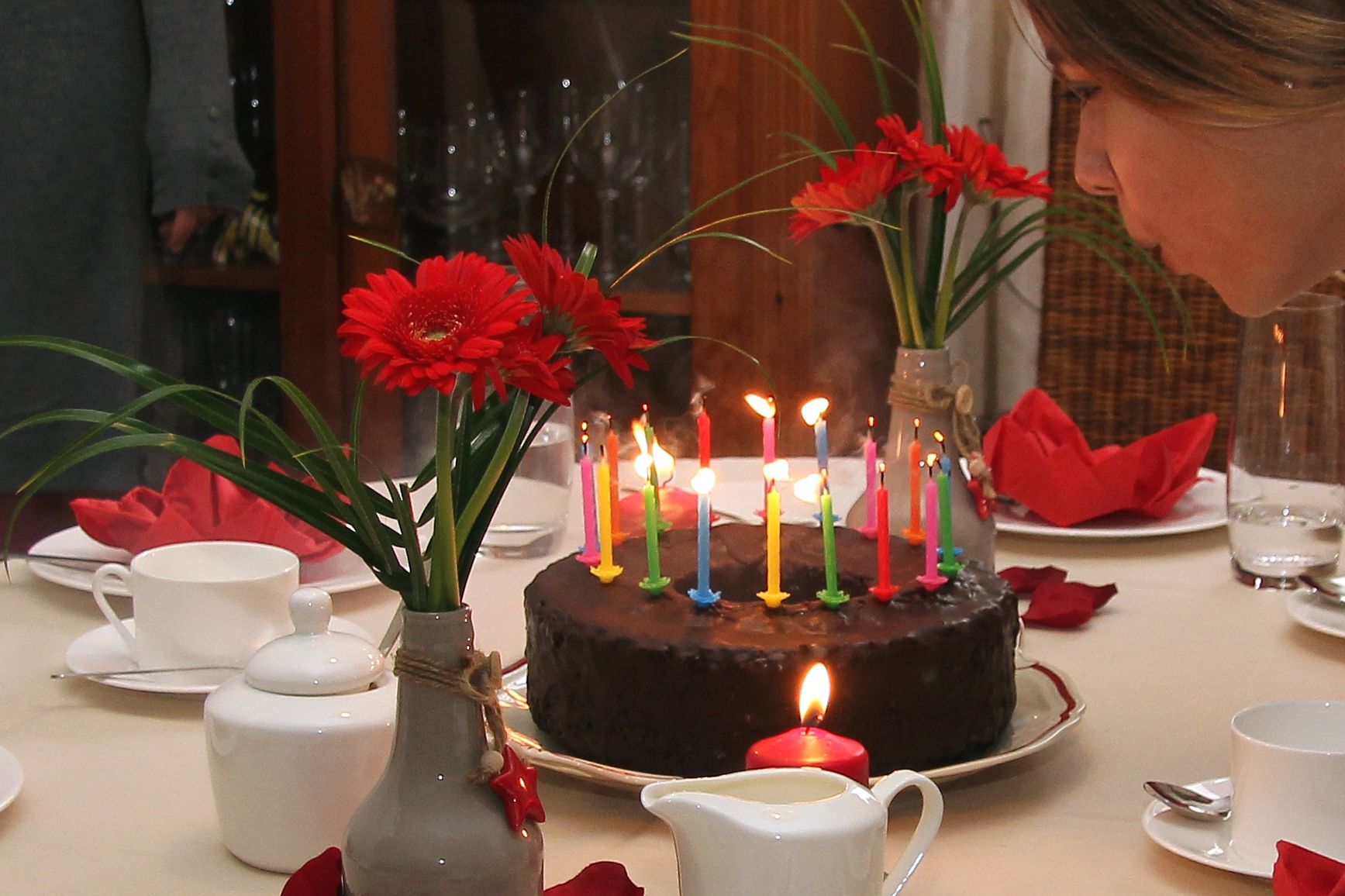
Geburtstagskind pustet Kerzen aus

## Ursprung

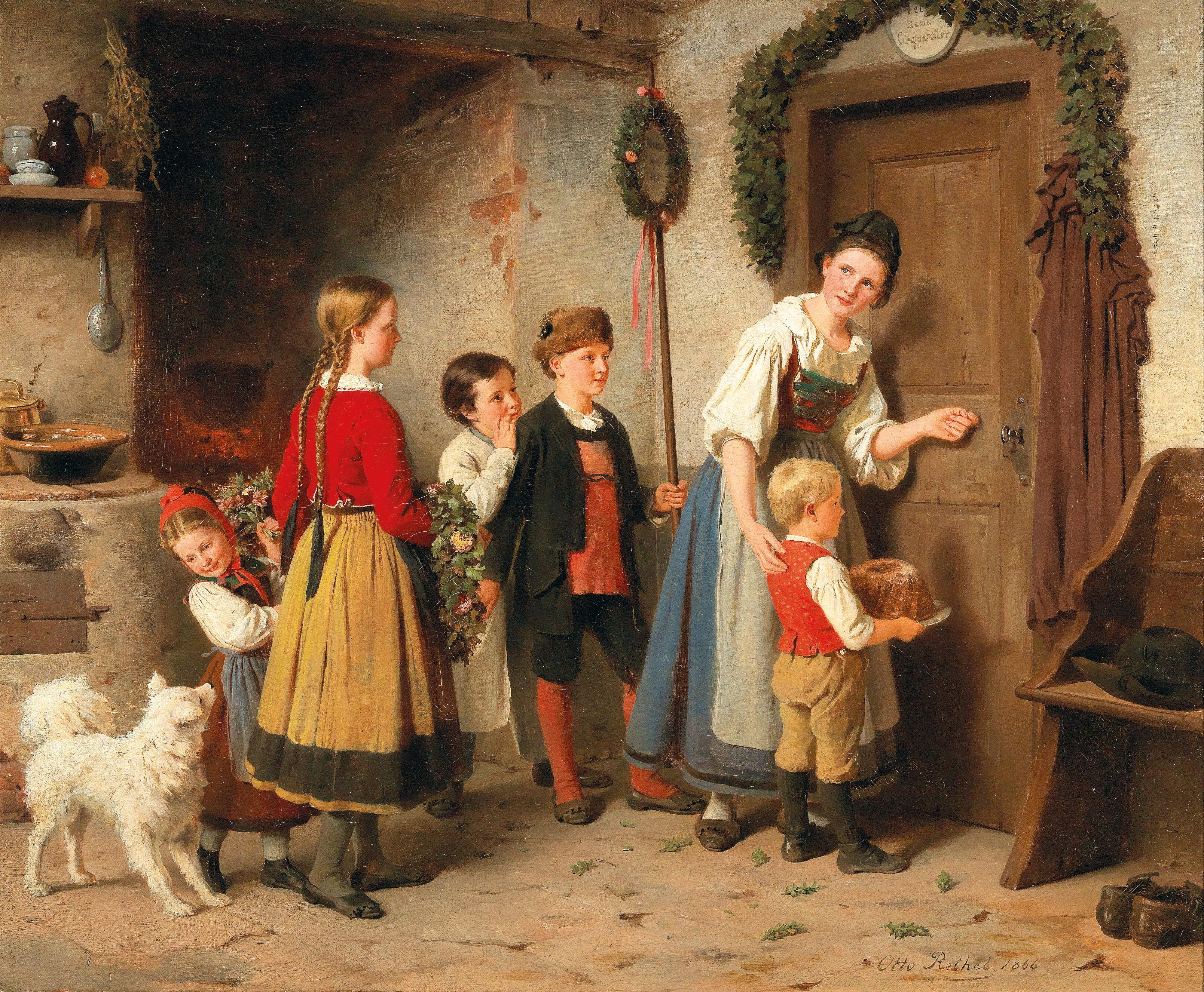
Der Geburtstagskuchen (Gemälde von Otto Rethel, 1866) – über der Tür die Widmung „Heil dem Großvater“

Wie die Kindergeburtstagsfeier kommt auch der Brauch der mit Kerzen beleuchteten Geburtstagskuchen hauptsächlich aus Deutschland, wo Kinderfeste schon immer ein besonderes Ereignis waren. Die Deutschen hatten als Geburtstagskuchen einen reichhaltigen mehrlagigen Kuchen mit Früchten und Nüssen, der mit Marmelade zusammengesetzt, glasiert und oft mit kleinen Figuren verziert wurde. Die Kerzen wurden um den Rand der Tortenplatte gesteckt. Die moderne Verwendung von Kerzen auf einem besonderen Kuchen kann mit der deutschen Tradition des Kinderfestes aus dem 15. Jahrhundert in Verbindung gebracht werden, als die Menschen glaubten, dass Kinder an ihren Geburtstagen besonders anfällig für böse Geister wären.
Der Brauch, Kerzen auf Kuchen anzuzünden, begann bei den Griechen. Philochorus berichtete, dass am Geburtstag der Göttin Artemis (dem sechsten Tag eines jeden Monats) mit Lichtkegeln beleuchtete Kuchen auf Artemis’ Tempelaltären platziert wurden. Zwischen der Zeit der griechischen Mondanbeter und jener der deutschen Kinderfeste finden sich keine weiteren Zeugnisse über Geburtstagskerzen. Die Deutschen, auf die auch der Brauch des Weihnachtsbaumes zurückgeht, haben diese Idee auf Geburtstage übertragen.
Aus der Zeit vor dem 18. Jahrhundert gibt es nur wenige schriftliche Berichte über Geburtstagstorten mit oder ohne Kerzen. Als Goethe noch ein Kind war, wurden Geburtstage schon mit einer Lichtertorte gefeiert. Bekannt ist Goethes Beschreibung einer großen beleuchteten Torte („von bunten wachsstöcken flammende torte“) an einem seiner Geburtstage, die er als geeigneter für die Geburtstagsfeier eines Kindes hielt.
Die mehrschichtige, überzogene Torte ist eine amerikanische Erfindung, während der typisch deutsche Geburtstagskuchen ein mit Puderzucker bestäubter und mit Kerzen umringter Napfkuchen oder ein rechteckiger Stollen mit brennenden Kerzen am Rand war, mit so vielen Kerzen wie Lebensjahre und oft zusätzlich ein Lebenslicht in der Mitte. In den Vereinigten Staaten wird in der zweiten Hälfte des 19. Jahrhunderts gelegentlich eine Geburtstagstorte für ein Kind in der Literatur erwähnt, während beschriftete Geburtstagstorten um 1800 erscheinen; der Schriftzug „Happy birthday“ kommt erst um 1910 auf den Torten vor, als das Lied Happy birthday to you populär wurde. Nach der Weltwirtschaftskrise und dem Zweiten Weltkrieg kam es in den Vereinigten Staaten zu einer Verschiebung: Geburtstage wurden nicht mehr nur für Kinder, sondern auch für Erwachsene gefeiert. Heute gibt es kaum eine Geburtstagsfeier ohne Geburtstagstorte, eine ganze Branche versorgt die Geburtstagstorten-Bäcker mit speziellen Backformen, Geräten und anderen Materialien sowie verschieden geformten und farbigen Kerzen.

## Glauben, Brauchtum und Sitten

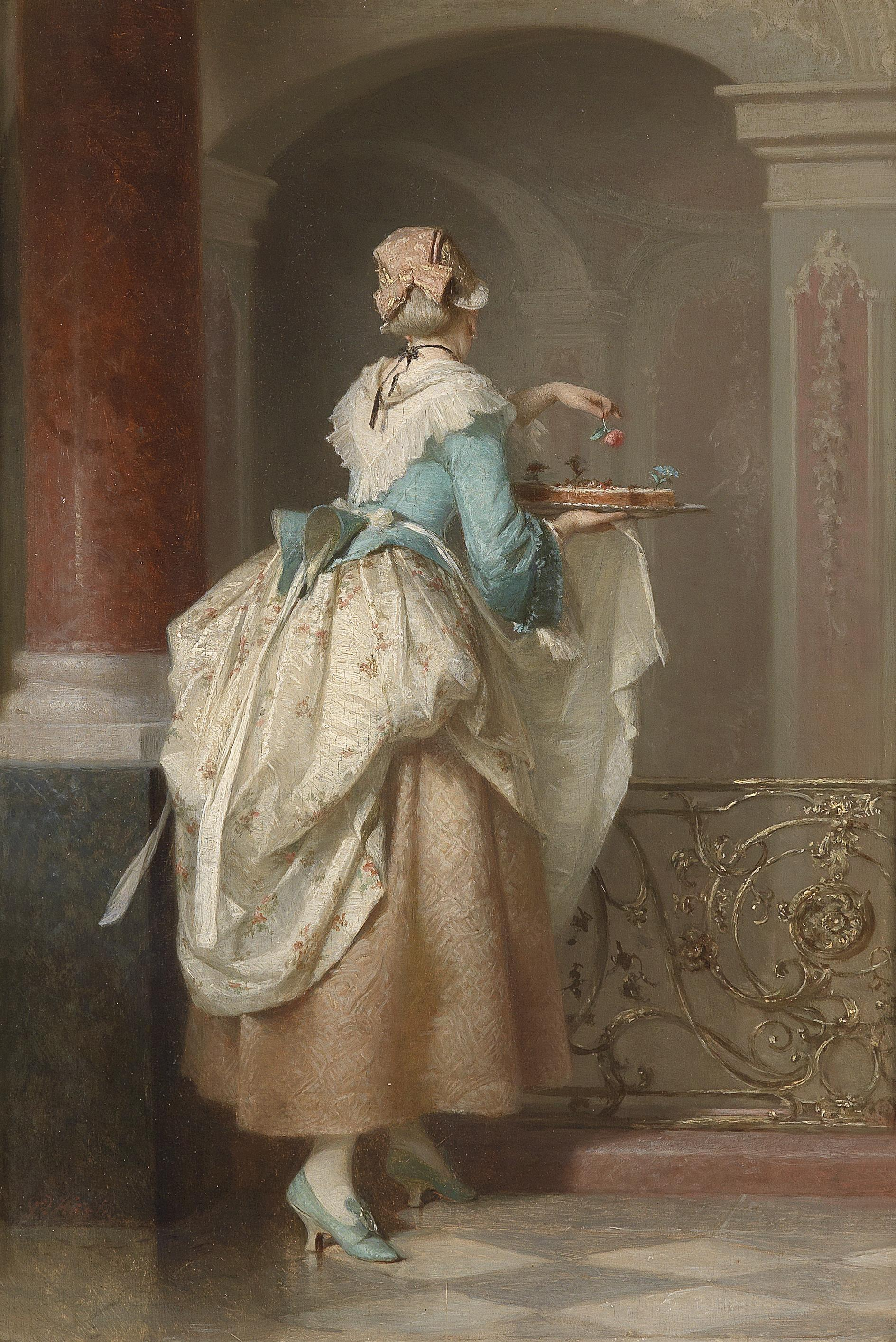
Die Geburtstagstorte (um 1875) von Pancraz Körle

Leuchtende Wachskerzen und Opferfeuer auf den Altären der Götter haben seit Langem eine mystische Bedeutung. Die Geburtstagskerzen sind somit eine Ehre und eine Hommage an das Geburtstagskind und sollen ihm Glück bringen. In einigen Gegenden Deutschlands war es unter den Bauern Brauch, die Kerzen auf dem Kuchen anzuzünden, wenn das Geburtstagskind aufwachte. Sie mussten am Brennen gehalten und gegebenenfalls ersetzt werden, bis der Kuchen am Abend gegessen wurde. Das sollte dem Kind ein glückliches Jahr bescheren und durch die Kerzen sollten die Glückwünsche zu Gott getragen werden. Der Brauch wurde von den deutschen Auswanderern in die Kolonie Pennsylvania mitgenommen und später durch die britisch-deutsche Mode von Königin Victorias Hof weiter beeinflusst: das dramatische Auftragen der Torte. Ähnlich wie in Charles Dickens Weihnachtsgeschichte A Christmas Carol wird die amerikanische Geburtstagstorte mit brennenden Kerzen anstelle des mit Brandy getränkten, in Flammen stehenden Weihnachtspuddings in das abgedunkelte Zimmer hineingetragen.
In seiner Erzählung Donna e mobile - Geschichte eines Balles, schreibt Gustav vom See über den  Geburtstag einer jungen Dame, bei der sich tagsüber eine größere Gesellschaft versammelte, von der Geburtstagstorte aß und für den Abend eine Einladung erwartete.